# 八戸テレビ放送
株式会社八戸テレビ放送（はちのへテレビほうそう、Hachinohe Cable Television Co., Ltd.）は、青森県八戸市に本社を構える第三セクターのケーブルテレビ局である。

## 沿革
- 1982年（昭和57年）2月17日 - 南部ケーブルネットワーク株式会社（なんぶケーブルネットワーク、略称：NCN）として設立。
- 1986年（昭和61年）
  - 6月13日 - ケーブルテレビサービスの試験放送を開始する。
  - 7月12日 - 開局・本放送を開始。当初は全7chからスタートする。
  - 12月 - 商号を株式会社八戸テレビ放送（略称：HTV）に改称する。
- 1988年（昭和63年） - 本社をヴィアノヴァビルに移転する。
- 1993年（平成5年）8月1日 - 八戸三社大祭の全国主要ケーブルテレビ局への衛星生中継を始める。
- 1996年（平成8年）9月 - 消防情報を開始する。
- 2001年（平成13年）4月 - ケーブルインターネットサービス「HTV-net」を開始。
- 2002年（平成14年）2月 - BSデジタル放送の再送信を開始（アナログに変換して放送）。
- 2004年（平成16年）
  - 2月 - 八戸市議会中継を開始する。
  - 4月 - IP電話サービス「HTV Phone」を開始。
- 2006年（平成18年）
  - 7月 - 開局20周年を迎える。
  - 12月1日 - BS・CSのデジタルテレビ放送サービスを開始。
- 2007年（平成19年）
  - 8月1日 - 地上デジタルテレビジョン放送の再送信を開始（NHK青森：総合・教育、RAB、ATV、ABA）。
  - 8月20日 - NHK盛岡総合デジタルテレビジョンの再送信を開始（デジタルサービスのみの提供）。
  - 10月31日 - デジタルサービスの更なる普及を推進させるため、アナログコースの新規申込の受付を終了。
  - 12月1日 - BSデジタル放送にスター・チャンネル ハイビジョン（有料）、BS11デジタル、TwellV（トゥエルビ）（以上2チャンネルは無料）を追加し、再送信を開始（デジタルサービスのみの提供。）。
- 2008年（平成20年）
  - 4月1日 - 岩手めんこいテレビのデジタル再送信を開始。
  - 4月30日 - 旧：デジタルスタンダードコースの新規受付及びアナログから同コースへの変更受付を終了。
  - 5月1日 - 従来のデジタルスタンダードコースの一部Chを削減し、ザ・シネマを追加した「新：デジタルスタンダードコース」の受付を開始。
  - 8月1日 - IBC岩手放送・テレビ岩手・岩手朝日テレビのデジタル再送信を開始。
  - 9月1日 - 緊急地震速報サービスを開始。これに伴い、ホームターミナル（HT）2ch受信による消防情報サービスの新規申込を同年8月31日をもって終了。
- 2011年（平成23年）
  - 6月30日 - ホームターミナル（HT）によるアナログサービスを終了[1]。
  - 7月1日 - 地上デジタル放送のデジアナ変換（NHK青森（総合・Eテレ）・RAB・ATV・ABA・mit）を実施。
- 2015年（平成27年）3月31日 - 12:00をもって、地上デジタル放送のデジアナ変換（NHK青森（総合・Eテレ）・RAB・ATV・ABA・mit）を終了。

## サービスエリア
全て青森県。
- 八戸市
- 三戸郡南部町（旧福地村の一部地域）

## 主な放送チャンネル

### 地上波系列別再送信局
| NHK-G           | NHK-E   | NNN / NNS           | ANN                         | JNN                    | TXN | FNN / FNS          | JAITS |
| --------------- | ------- | ------------------- | --------------------------- | ---------------------- | --- | ------------------ | ----- |
| NHK青森 NHK盛岡 | NHK青森 | 青森放送 テレビ岩手 | 青森朝日放送 岩手朝日テレビ | 青森テレビ IBC岩手放送 |     | 岩手めんこいテレビ |       |

### テレビ局
- 太字は有料チャンネル、◎印は有料・アダルトチャンネル（放送内容の特性上、20歳以上のみの視聴である。）。
☆印は旧：デジタルスタンダードコースの既存加入者のみ視聴可能なチャンネル（2008年4月30日の受付を持って終了）。
◆印は新：デジタルスタンダードコース加入者のみ視聴可能なチャンネル。
それ以外のデジタルコースのチャンネルは新：デジタルスタンダードコースを基本とする。
- デジタル放送開始当初、岩手県内民放4局のデジタル再送信は行われず、引き続きアナログのみの再送信が行われた[注釈 1]。なお、2007年8月20日からはこれまでアナログでは提供されなかったNHK盛岡総合テレビジョンの再送信をデジタルに限って開始した[注釈 2]。このような事態による混乱防止などの観点から、在盛民放全4社のデジタル再送信開始までは同社のホームページ・コミュニティチャンネルにおいて岩手県民放の地上デジタル放送についてのお知らせに関する告示を流していた。
- 青森県に系列局がない岩手めんこいテレビについては2008年4月1日よりデジタルの再送信を開始されることが決まったが、系列局のある在盛民放3社（IBC・TVI・IAT）に対しては、在青民放各社からの反対により見送られた。ところが、八戸テレビのデジタル加入者から3局のデジタル再送信の実現が根強く、さらに総務省よりデジタルにおける区域外再放送のガイドラインが2008年4月末付けに公表され、在青民放各社が同意しない場合には地域性[注釈 3]の意図が侵害される理由の説明も求められたことなどにより在青民放各社からも同意が得られたことから、2008年8月1日に残る3社についてもデジタルでの再送信が開始された。
- 契約家庭での地デジの移行が遅れているので、2011年7月1日から2015年3月31日まで地上デジタル放送をアナログ方式に変換して配信する「デジアナ変換」を行うことを、2010年9月10日に公表した[2][3]。対象となるのは、NHK青森（総合・Eテレ）・青森放送・青森テレビ・青森朝日放送・岩手めんこいテレビの計6チャンネルとなる。なお、岩手県内の他の3局（IBC岩手放送・テレビ岩手・岩手朝日テレビ）についてはデジアナ変換を実施しなかったが、東日本大震災により岩手県の地上アナログ放送の終了時期が2012年3月31日まで延期されたため、これら3局についてはデジアナ変換ではなく「通常のアナログ放送」として引き続きアナログ放送が終了するまで提供された[4]。

| D011-0(1)          |             |  | RAB青森放送                             | [ 注釈 4 ]  |  |
| D021(2)            |             |  | NHK青森Eテレ                            | [ 注釈 4 ]  |  |
| D031(3)            |             |  | NHK青森総合                             | [ 注釈 4 ]  |  |
| D041(4)            |             |  | TVIテレビ岩手                           | [ 注釈 5 ]  |  |
| D051-0(5)          |             |  | ABA青森朝日放送                         | [ 注釈 4 ]  |  |
| D061-0(6)          |             |  | ATV青森テレビ                           | [ 注釈 4 ]  |  |
| D011-1(7)          |             |  | NHK盛岡総合                             |             |  |
| D081(8)            |             |  | mit岩手めんこいテレビ                   | [ 注釈 4 ]  |  |
| D061-1(9)          |             |  | IBC岩手放送                             | [ 注釈 5 ]  |  |
| D051-1(10)         |             |  | IAT岩手朝日テレビ                       | [ 注釈 5 ]  |  |
| D111(11) D112 D113 |             |  | コミュニティチャンネル                  | [ 注釈 6 ]  |  |
|                    |             |  | 消防情報                                | [ 注釈 7 ]  |  |
|                    | C301        |  | 市議会チャンネル                        | [ 注釈 8 ]  |  |
| BS101              |             |  | NHK BS                                  |             |  |
| BS141              |             |  | BS日テレ                                |             |  |
| BS151              |             |  | BS朝日                                  |             |  |
| BS161              |             |  | BS-TBS                                  |             |  |
| BS171              |             |  | BSテレ東                                |             |  |
| BS181              |             |  | BSフジ                                  |             |  |
| BS191              |             |  | WOWOWプライム                           | [ 注釈 9 ]  |  |
| BS192              |             |  | WOWOWライブ                             | [ 注釈 9 ]  |  |
| BS193              |             |  | WOWOWシネマ                             | [ 注釈 9 ]  |  |
| BS200              |             |  | BS10                                    |             |  |
| BS201              |             |  | BS10スターチャンネル                    |             |  |
| BS211              |             |  | BS11                                    |             |  |
| BS222              |             |  | BS12 トゥエルビ                         |             |  |
| BS231 BS232        | [ 注釈 10 ] |  | 放送大学テレビ                          | [ 注釈 10 ] |  |
| BS260              |             |  | J:COM BS                                |             |  |
| BS265              |             |  | BSよしもと                              |             |  |
| BS531              |             |  | 放送大学ラジオ                          |             |  |
| BS4K101            |             |  | NHK BSプレミアム4K                      |             |  |
| BS4K141            |             |  | BS4K日テレ 4K                           |             |  |
| BS4K151            |             |  | BS朝日 4K                               |             |  |
| BS4K161            |             |  | BS-TBS 4K                               |             |  |
| BS4K171            |             |  | BS4Kテレ東 4K                           |             |  |
| BS4K181            |             |  | BSフジ 4K                               |             |  |
| C767               | C090        |  | Mnet                                    |             |  |
| C744               | C210        |  | J SPORTS 3                              |             |  |
| C733               | C211        |  | スカイA                                 |             |  |
| C732               | C212        |  | GAORA                                   |             |  |
| C754               | C213        |  | J SPORTS 1                              |             |  |
| C755               | C214        |  | J SPORTS 2                              |             |  |
| C718               | C215        |  | J SPORTS 4                              |             |  |
| C753               | C217        |  | ゴルフネットワーク                      |             |  |
| C708               | C220        |  | ムービープラス                          | [ 注釈 11 ] |  |
|                    | C222        |  | チャンネルNECO                          |             |  |
|                    | C225        |  | 東映チャンネル                          |             |  |
|                    | C226        |  | 衛星劇場                                |             |  |
|                    | C230        |  | ファミリー劇場                          |             |  |
|                    | C231        |  | スーパー!ドラマTV                       |             |  |
|                    | C233☆       |  | Dlife                                   |             |  |
| C745               | C234        |  | 時代劇専門チャンネル                    |             |  |
|                    | C235        |  | LaLa TV                                 | [ 注釈 11 ] |  |
|                    | C237        |  | ミステリーチャンネル                    |             |  |
|                    | C238        |  | TBSチャンネル1                          |             |  |
| C757               | C240☆       |  | カートゥーン ネットワーク               |             |  |
| C735               | C241        |  | アニマックス                            |             |  |
| C749               | C242        |  | キッズステーション                      |             |  |
|                    | C244        |  | アニメシアターX                         |             |  |
|                    | C245        |  | テレ朝チャンネル1                       |             |  |
|                    | C248◆       |  | チャンネル銀河                          |             |  |
|                    | C250        |  | CNNj                                    |             |  |
|                    | C251        |  | 日経CNBC                                |             |  |
|                    | C254☆       |  | TBS NEWS                                |             |  |
|                    | C255        |  | ヒストリーチャンネル                    |             |  |
|                    | C256☆       |  | ディスカバリーチャンネル                |             |  |
|                    | C258        |  | テレ朝チャンネル2                       |             |  |
|                    | C259☆       |  | ナショナル ジオグラフィック             |             |  |
| C748               | C261        |  | MUSIC ON! TV                            |             |  |
|                    | C262        |  | スペースシャワーTV                      |             |  |
|                    | C263☆       |  | MTV                                     |             |  |
|                    | C264        |  | 歌謡ポップスチャンネル                  |             |  |
|                    | C270        |  | 囲碁・将棋チャンネル                    |             |  |
|                    | C271        |  | ショップチャンネル                      | [ 注釈 12 ] |  |
|                    | C272        |  | QVC                                     | [ 注釈 13 ] |  |
| C731               | C276        |  | 釣りビジョン                            |             |  |
|                    | C277☆       |  | 旅チャンネル                            |             |  |
|                    | C280☆       |  | MONDO TV                                |             |  |
|                    | C281        |  | フジテレビTWO                           | [ 注釈 14 ] |  |
|                    | C282        |  | フジテレビONE                           | [ 注釈 14 ] |  |
|                    | C283        |  | ザ・シネマ                              |             |  |
|                    | C284        |  | 日テレプラス ドラマ・アニメ・音楽ライブ |             |  |
|                    | C285        |  | グリーンチャンネル                      | [ 注釈 15 ] |  |
|                    | C286        |  | グリーンチャンネル2                     |             |  |
|                    | C290        |  | プレイボーイチャンネル◎                 |             |  |
|                    | C291        |  | レッドチェリー◎                         |             |  |
| C401 (4K)          | C401 (4K)   |  | ケーブル4K                              |             |  |
| C711               |             |  | 日本映画専門チャンネル                  |             |  |
| C723               |             |  | フジテレビNEXT                          |             |  |
| C752               |             |  | 日テレジータス                          |             |  |
| C762               |             |  | TBSチャンネル2                          |             |  |
| C777               |             |  | ジュエリー☆GSTV                         |             |  |

- デジタルTVはi-HITSを使用している。
- ★：アナログサービス（HT）におけるBSデジタル放送の再送信は、2011年6月30日の同サービス停止と共に終了した[1]。

### ラジオ局
| MHz  | 放送局     |
| ---- | ---------- |
| 76.5 | BeFM       |
| 77.1 | RABラジオ  |
| 77.7 | IBCラジオ  |
| 78.4 | FM青森     |
| 79.2 | FM岩手     |
| 79.6 | 放送大学FM |
| 80.2 | J-WAVE     |
| 81.8 | NHK青森FM  |

- 在青FM局は地上波と同一周波数で再送信しており、AMラジオ局のRABラジオは八戸FM中継局を再送信している。
- IBCラジオは二戸FM中継局を再送信している。
- Be FMは時間帯によってJ-WAVEの放送を再送信しているため、Be FMとJ-WAVEの両チャンネルで同一の番組が再送信される時間帯が存在する。

## 3ch コミュニティチャンネル

### 自主制作番組
（※：2011年7月現在）
- HTVニュース<同社ウェブサイトにて動画配信あり、週末には1週間まとめて伝える「週間HTVニュース」が放映される。>/天気予報<協力：吉田産業海洋気象事業部>（いずれも番組自体がない場合があり、その場合はテレビ伝言板に切り替えられることがある。）
- 藤木倶子の俳句サロン<同社ウェブサイトにて動画配信あり。毎月更新>
- 雅ちゃんの ふるさとの味<同社ウェブサイトにて動画配信あり。毎月更新。青森ケーブルテレビでも放映されているほか、毎週土曜13:00〜15:00のCATV局共同制作枠でも月1回に全国主要CATV局にて放映されている>
- 八大生・八短生が作る番組『ハチバン!』
- 元気な仲間（八戸市内で活動している助成ビデオグループ『ミセスV6』が制作）
- 青い鳥 お話運んできたよ（八戸市読み聞かせボランティア・青い鳥のメンバー達による絵本などの朗読）
- 素敵アート館（八戸市内各地にて開催された展示会の様子を音楽と共に放送される。1回当たり3箇所放映される）
- 平日のお昼はランチでGO!
- 八戸の明日に向けて<同社ウェブサイトにて動画配信あり。毎月更新>
- だから八戸が好き!〜Life to Like〜
- 南部八戸・匠と職人の技〜今も生きるその心〜
- 八戸市視聴覚センター ビデオライブラリー

など。

### アナウンサー
- 続石郁子
- 遊佐和芳子

なお、いずれのアナウンサーも、NHK青森の夕方の番組あっぷるワイド内のコーナー「ケーブルテレビだより」にも出演している。